# Сёстры Чынг
Сёстры Чынг (вьет. Hai Bà Trưng, тьы-ном 𠄩婆徵, хай ба чынг) (ок. 12 н. э. — 43 н. э.) — предводительницы восстания против китайских наместников, считающиеся национальными героинями Вьетнама. Их личные имена — Чынг Чак (вьет. Trưng Trắc, тьы-ном 徵側) и Чынг Ни (вьет. Trưng Nhị, тьы-ном 徵貳). Так как вьетнамская нация в те годы ещё не существовала, они были фактически не вьетнамками, а намвьетками. Неизвестно, происходили ли они с территории современного южного Китая, или же современного Вьетнама, а также на каком языке они говорили.
Точные даты их рождения неизвестны, но Чак старше Ни. Точная дата смерти тоже неизвестна.

## Вьетнамские описания
Третий том Полной истории Дайвьета (вьет. Đại Việt Sử ký toàn thư, тьы-ном 大越史記全書, дайвьет шы ки тоан тхы), рассказывает историю сестёр Чынг так:

Королева Чынг (вьет. Trưng, тьы-ном 徵, китайское произношение — zhēng, чжэн) правила три года.
Королева была сильной и храброй. Она прогнала То Диня и стала править страной, но не смогла завершить перестройку в государстве.
Её сокровенное имя было Чак (вьет. Trắc, тьы-ном 側), фамилия — Чынг.
Фамилия её рода изначально была Лак (вьет. Lạc). Она была дочерью генерала Лак из района Мелинь (вьет. Mê Linh), а мужем её был Тхи Шать (вьет. Thi Sách, тьы-ном 詩索) из династии Тю Зьен (вьет. Chu Diên). Тхи Шать — сын личного врача генерала, и им устроили свадьбу (…) Столицей она сделала Мелинь.
Восстание началось так: в год каньти (вьет. Canh Tí) (40 н. э., 16 год периода Цзяньу в ханьском Китае). Весной, во второй месяц, губернатор командорства Ванку, То Динь (вьет. Tô Định) покарал Чынг Чак согласно закону, а она ненавидела То Диня за то, что тот убил её мужа. Она с сестрой организовала восстание, взяв в плен столицу командорства. Динь был вынужден бежать. Намхай (вьет. Nam Hải), Кыутян (вьет. Cửu Chân), Нятнам (вьет. Nhật Nam) и Хопфо (вьет. Hợp Phố) присоединились к восстанию. Чак смогла взять больше 65 городов, после чего провозгласила себя королевой. Тогда же она начала использовать фамилию Чынг.
Во второй год восстания, год Таншыу (вьет. Tân Sửu, 41 н. э., кит. 17 год Цзяньу), на второй месяц весной было солнечное затмение, и Луна была чёрной. Хань видели, что госпожа Чынг объявила себя королевой и захватила города, создавая проблемы в командорстве. Они приказали Чыонгша (вьет. Trường Sa), Хопфо (вьет. Hợp Phố) и Зяотяу (вьет. Giao Châu) приготовить тележки и лодки, починить мосты и дороги, осушить реки и запасти провизии. Командовать захватом назначили Ма Вьена (вьет. Mã Viện, кит. Ма Юань), а вторым в командовании — маркиза Фуле по имени Лю Лун.

На третий год, год нямзан (вьет. Nhâm Dần, 42 н. э.), в первый месяц весны Ма Вьен по берегу дошёл до гор Суй. Он прошёл больше тысячи ли и достиг Лангбака (вьет. Lãng Bạc), который расположен на западе местности Тэйняй (вьет. Tây Nhai). Он бился с королевой, которая видела величие его армий. Она считала своё войско плохо тренированным и боялась, что оно не выстоит. Она отступила к реке Цинь (禁). Последователи сестёр Чынг посчитали, что женщина не может победить в войне, и разбежались. Правление Чынг Чак закончилось.
Один из историков-авторов истории Дайвьета, Ле Ван Хыу (вьет. Lê Văn Hưu), писал:

Чынг Чак, Чынг Ни были женщинами, которые одним лишь возгласом повели префектуры Кыутян (вьет. Cửu Chân), Нятнам (вьет. Nhật Nam), Хопфо (вьет. Hợp Phố) и 65 крепостей последовали их зову. Сёстры создали государство и провозгласили себя правительницами. Все мы поняли: мы можем быть независимы. К несчастью, с династии Чьеу и до возвышения династии Нго, на протяжении более чем тысячи лет, мужи этой земли лишь склоняли головы, принимая судьбу быть слугами людей Севера [Китая].

Правление Чынг нывуонг (вьет. Trưng Nữ Vương, королевы Чынг) началось в год каньти и окончилось в год нямзан, продолжившись три года (40-42).

### Ранние годы

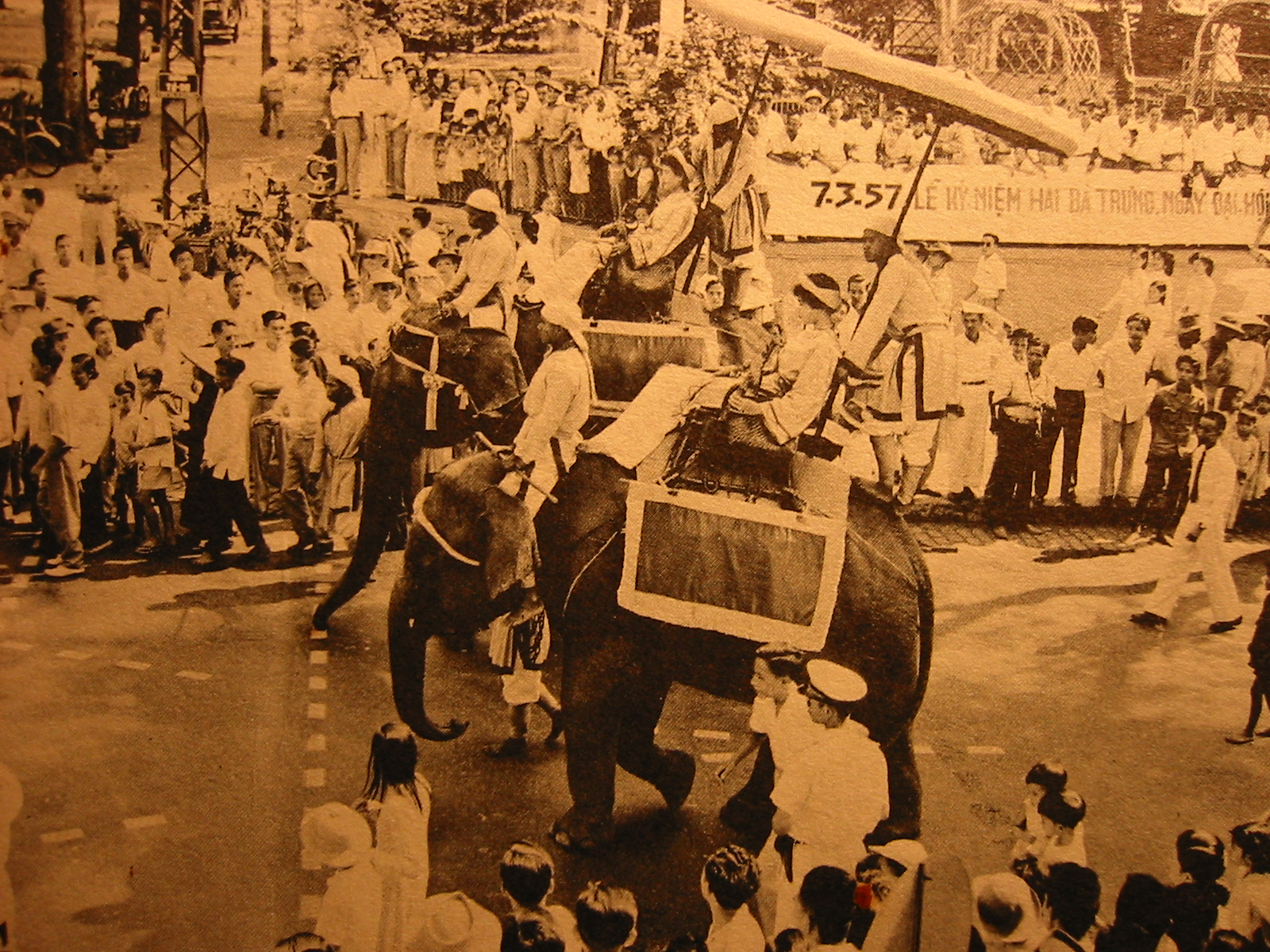
Процессия со слонами в день сестёр Чынг в Сайгоне, 1957

Чынг родились в деревне, в семье военных. Их отец был префектом Мелиня (вьет. Mê Linh, тьы-ном 麊泠), поэтому сёстры выросли среди людей, хорошо владевших приёмами ведения войны. Они видели, как ханьцы относятся к вьетам. Чынг росли, изучая военное дело.
Как-то раз сосед-префект приехал в Мелинь с сыном по имени Тхи Шать. Тот познакомился с Чак, и они полюбили друг друга. Вскоре они поженились.

### Восстание
Китайское влияние на вьетов росло, велась политика насильственной ассимиляции бывших намвьетов в китайский этнос. Тхи Шать восстал против империи Хань, и те казнили его в назидание всем борцам за независимость. Смерть Шатя заставила Чак возглавить восстание.
В 39 году Чак и Ни, изгнавшие небольшое китайское войско из своей деревни, собрали армию, состоявшую в большинстве из женщин. За несколько месяцев сёстры Чынг освободили от китайцев более 65 городов — все вьетнамские территории, составлявшие Линьнам. Они стали правящими королевами Линьнама и отражали китайские атаки больше двух лет.

### Поражение
Революция сестёр продержалась недолго. Хань собрала карательную армию для усмирения восставших. По легенде, китайские солдаты вышли на битву раздетыми, это так смутило вьетнамок, что они убежали. Фунг Тхи Тинь (вьет. Phùng Thị Chính), беременная в то время знатная женщина, капитан центрального фланга армии Чынг. Она родила прямо на фронте, сжимая меч, после родов сразу же бросившись в бой.
Несмотря на героические усилия, Чынг осознали, что проиграли сражение, а продолжение боя означает плен и смерть от китайцев. Чтобы защитить свою честь, королевы утопились в реке Дэй (вьет. Đáy) примерно в 43 году н. э. Некоторые их последователи продолжили бой, другие покончили жизнь самоубийством (Фунг Тхи Тинь зарезала ребёнка, а затем и себя).
Китайцы повторно установили господство над Линьнамом в 43 году.

## Китайские описания
Упоминание сестёр Чынг в китайской исторической традиции очень кратко. О них говорится в разных главах Хоу Ханьшу, хронике Восточной династии Хань, против которой Чынг и восстали.

В 16 году Цзяньу в Цзяочжи [север современного Вьетнама и западный край Гуандуна и Гуанси] две женщины, Чжэн Це (Чынг Чак) и Чжэн Эр (Чынг Ни) восстали и атаковали столицу командорства. Чжэн Це была дочерью командира Милина (Мелиня), она была замужем за Ши Суо (Тхи Шать).

Она была яростным бойцом. Командор Цзяочжи Су Дин (蘇定) судил её по закону. Це впала в ярость и восстала. Варварские провинции Цзючжэнь, Жинань и Хэпу присоединились к ней. Она провозгласила себя королевой. Правители Цзяочжи могли лишь обороняться. Император Гуан-у приказал командорствам Чанша, Хэпу и Цзяочжи приготовить тележки и лодки, отремонтировать дороги и мосты, открыть горные перевалы и заготовить провизию. В 18 году Цзяньу Ма Юань (馬援), генерал Фупо, и Дуань Чжи (段志), генерал Лочуань, повели против них более десяти тысяч воинов из командорств Чанша, Гуйян, Линлин и Кан-у. Летом 43 года н. э. Ма вернул Цзяочжи и убил Чжэн Це, Чжэн Эр и других противников в битве, некоторые враги разбежались. Ма также атаковал Ду Яна (都陽, Dū Yáng), лидера восстания в Цзючжэнском командорстве. Ду сдался, его с тремя сотнями последователей увезли в Линлин. Границы были успокоены.
Глава 24 также говорит о том, что Ма удивил местное население созданием ирригационной системы, а также разъяснением ханьской законодательной системы.
Китайские источники не упоминают плохое обращение китайцев с вьетнамцами, умалчивая и о причине смерти мужа Чак. В китайских источниках не говорится, что Чынг совершили самоубийство, а многие последовали за ними; не говорится о том, что китайцы воевали раздетыми. Ма известен в Китае строгой дисциплиной, но не жестокостью или необычной тактикой, что контрастирует с вьетнамскими описаниями.

## Влияние

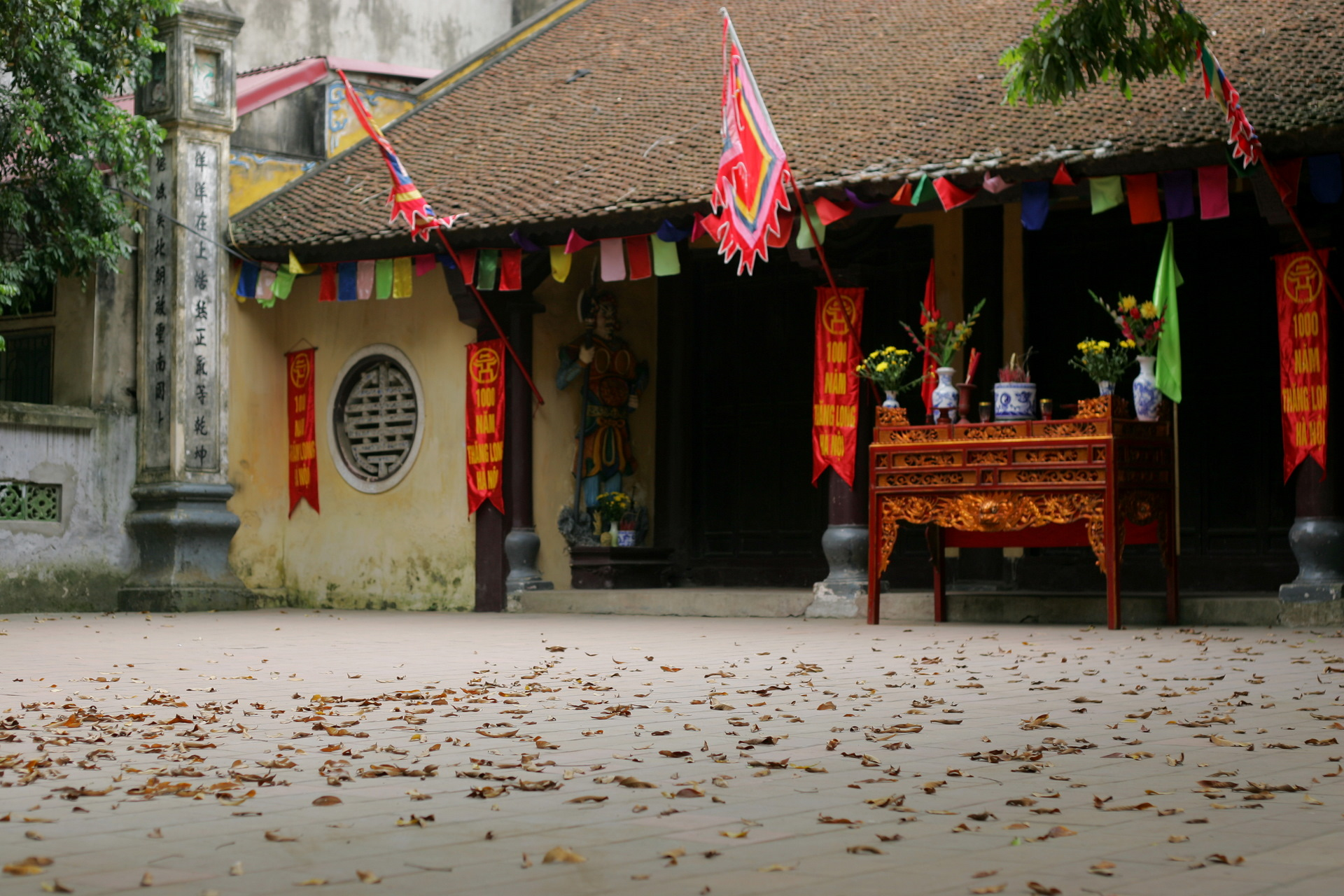
Храм сестёр в Ханое

Сестёр Чынг уважают во Вьетнаме за то, что они впервые в истории, после 247-летней оккупации, восстали против Китая. Ежегодно 6 января по лунному календарю в общине Мелинь одноимённого уезда (Ханой) проводится Праздник храма сестёр Чынг. Этот национальный праздник воспевает «государственный суверенитет, заслуги сестёр в борьбе за независимость».
В их честь назван ханойский район Хайбачынг. Их имена носят улицы в крупных городах и многие школы. Сестёр часто изображают сидящими на боевых слонах.
Истории сестёр Чынг и другой известной вьетнамской воительницы Чьеу Тхи Чинь (вьет. Triệu Thị Trinh) приводятся иногда в доказательство того, что вьетнамское общество до китаизации было матриархальным.